# Black Building
El Black Building  en 114-118 Broadway en Fargo, Dakota del Norte fue un recurso histórico "fundamental" en el Distrito Centro de Fargo, en la lista de ese distrito histórico en el Registro Nacional de Lugares Históricos. En 2016 también se incluyó individualmente en el Registro Nacional. El Black Building es de estilo art déco. Con 8 pisos y 32,77 metros de altura, fue duante años el más alto de la ciudad y también del estado.

## Historia
Norman B. Black, un destacado empresario y editor de periódicos de Dakota del Norte llegó a Dakota del Norte en 1905, donde se convirtió en gerente del Grand Forks Herald y del Evening Times, hasta que compró el Fargo Forum en 1917. Además de publicar el Foro, Black, en 1920, se convirtió en presidente del Minot Daily News. Su influencia creció a través del negocio de los periódicos y Black cumplió dos mandatos como presidente de la Asociación de Prensa de Dakota del Norte. El edificio Black Broadway fue erigido y nombrado por él ".
En 1934 el Capitolio de Dakota del Norte en Bismarck lo superó como el edificio más alto del estado.
Eln 2015 el Kilbourne Group lo compró.